# Manuel de Matos Monserrate
Manuel de Matos Monserrate, (Isla de Margarita, estado Nueva Esparta, Venezuela, 1761 - 1843) fue un militar, hacendado y político venezolano. Fue uno de los jefes de la Conjuración de los Mantuanos del 15 de julio de 1808 contra los franceses en Caracas.

## Biografía
Hijo de José Antonio Marcelino de Matos y Ravel, teniente coronel y primer gobernador de la isla de Margarita al ser anexada a la Capitanía General de Venezuela y de Micaela Antonia Josefa de Monserrate y Ortiz de Urbina, casados el 11 de noviembre de 1754, en El Sagrario, Caracas, Distrito Federal de Venezuela. Emprendió la carrera militar muy joven en la isla Margarita, donde su padre era gobernador, hacia 1768-1771. Alrededor de 1779, la familia se trasladó a Caracas, donde la madre poseía propiedades y donde falleció poco después el exgobernador. Manuel Matos Monserrate, sin abandonar la carrera de las armas, se dedicó a la atención de las haciendas de la familia, una de las cuales estaba en el sitio llamado Cabeza de Tigre, en las inmediaciones de Guarenas. 
Casado alrededor de 1800 en Caracas, Distrito Federal de Venezuela, con María del Carmen Josefa Tinoco y Urayn de Castilla, nacida en octubre de 1773 en La Guaira, estado Vargas. Designado suplente del Consiliario hacendado del Consulado de Caracas, se juramentó en 1794. Para entonces, con la graduación de Capitán, ya se había retirado del ejército. Hacia esos años trató mucho al adolescente Simón Bolívar; éste durante la escala que hizo en México durante su primer viaje a Europa en 1799, escribió una carta en la cual, después de preguntar por su hermano Juan Vicente Bolívar Palacios, inquiría acerca de su amigo Manuel Matos. Como dueño de haciendas, éste era por entonces uno de los dirigentes de la protesta de los agricultores criollos contra las disposiciones del gobierno que prohibían comerciar de un modo continuo con los países neutrales durante las guerras que España sostuvo con Inglaterra. Teniendo ésta el dominio del mar, el comercio de Venezuela con la metrópoli y las demás posesiones españolas se hacía muy difícil y riesgoso, por lo cual el comercio neutral era visto por los hacendados y no pocos comerciantes, como la solución a la crítica situación económica. A raíz de la suspensión del comercio neutral y la concesión del monopolio de la harina al marqués de Branciforme (1806), Matos participó en la protesta cívica contra esas medidas. En enero de 1808 Matos fue elegido Prior del Consulado, como representante de los hacendados en ese cuerpo.  
Amigo de Juan Vicente Bolívar Palacios y Simón Bolívar asistía a las reuniones que se celebraban en la Cuadra Bolívar, donde se hablaba de libertad y se conspiraba ya contra el dominio español. En julio de ese año, llegaron a Caracas emisarios franceses e ingleses, exigiéndole los primeros al gobernador capitán general interino Juan de Casas que reconociese a José I (Bonaparte) como Rey de España y de las Indias, y los segundos que reconociese a Fernando VII. Matos fue uno de los que pidieron la expulsión de los oficiales franceses en la llamada Conjuración de los Mantuanos. Matos, Diego Jalón, Diego Melo Muñoz y otros encabezaron sable en mano la manifestación que recorrió las calles gritando: “¡Viva Fernando VII y muera Napoleón y sus franceses!” (15.7.1808). Los mantuanos caraqueños, a través del Cabildo, presionaron luego a Casas para que además de reconocer a Fernando por Rey se constituyese una Junta similar a las que se habían formado en España, a lo que Casas se negó pues temía que con la Junta el poder político-militar escaparía de sus manos. El 27 de julio, en plena calle, Matos emitió expresiones subversivas delante de 2 oficiales. Habló que era necesario “ahorcar a todos los jefes y matar a los españoles”, y dijo: “Amigos, ha llegado el momento de que los americanos gocemos de nuestra libertad”. Fue denunciado, arrestado ese mismo día y conducido a las bóvedas de La Guaira, donde se le siguió juicio por sedicioso; esta causa fue vinculada a la que se les siguió a los comprometidos en la Conjuración de los Mantuanos (noviembre de 1808); puesto en libertad, fue confinado a su hacienda. Apoyó el movimiento del 19 de abril de 1810, y en agosto de ese año cumplió una misión para solicitar armas del almirante Alexander Cochrane, jefe del apostadero naval británico en Barbados.